# Ilha do Mêdo
Ilha do Mêdo är en ö i Brasilien.   Den ligger i kommunen Itaparica och delstaten Bahia, i den östra delen av landet, 1 000 km öster om huvudstaden Brasília.
Runt Ilha do Mêdo är det tätbefolkat, med 266 invånare per kvadratkilometer.